# Haploniscus angolensis
Haploniscus angolensis is een pissebed uit de familie Haploniscidae. De wetenschappelijke naam van de soort is voor het eerst geldig gepubliceerd in 2010 door Brökeland.